# Устав Вольных и принятых архитекторов
Устав Вольных и принятых архитекторов (англ. Rite Free and Accepted Architects) — один из масонских уставов разработанный и введённый Генри П. Х. Бромуэллом в 1859 году. После попытки воссоздать устав в 1958 году этот устав перестал использоваться и сейчас не практикуется ни в одной великой ложе.

## История создания устава
Инициатором создания устава «Вольных и принятых архитекторов» был Генри П. Х. Бромуэлл. Устав рассматривался, как новая ветвь масонства, основной целью которой должно было стать восстановление и сохранение потерянных трудов [ритуалов] древнего ремесла. Другими словами, устав был нужен Бромуэллу и его окружению из нескольких братьев, заинтересованных в его геометрической системе. Устав начал развиваться в 1859 году на основе геометрической системы Бромуэлла, содержащей наиболее ценную информацию, которую следует сообщать только после нескольких посвятительных степеней. Оригинальный устав состоял из двух градусов: «избранный архитектор» и «весьма превосходный архитектор». 26 мая 1875 года была добавлена степень «королевского архитектора». Эти степени не были инновациями, которые были введены в масонство, скорее они предназначались для выработки и получения знаний о символике иными способами познания.

## Великая ложа вольных и принятых архитекторов
1 марта 1862 года была сформирована Великая ложа вольных и принятых архитекторов, ставшая известной, как «Великая ложа Царя Давида вольных и принятых архитекторов». Великая ложа обосновалась в Денвере в 1879 году, а первая встреча в новом месте произошла 9 июня того же года. На двадцать первом году существования великой ложи, должность великого мастера архитектора последовательно занимало 9 человек. Также упоминается пять действовавших лож, это: «Царь Давид» № 1 (Чарльстон, Иллинойс), «Царь Соломон» № 2 (Вашингтон, Колумбия), «Царь Хирам» № 3 (Спрингфилд, Иллинойс), «Хиллсбороу» № 4 (Хилсборо, Иллинойс), «Пентальфа» № 5 (Денвер, Колумбия), и было выдано разрешение на основание треугольника в Лос-Анджелесе. Великая ложа просуществовала до 1883 года, когда она провела свою последнюю встречу 6 марта.

## Попытка восстановления устава и великой ложи
Было предпринято несколько попыток возродить ложу, но все они закончились неудачей. Наконец Гарри Банди, великий секретарь Великой ложи Колорадо, получил доступ к хранящемуся в архиве уставу, и 29 декабря 1958 года Банди привлёк несколько человек для воссоздания Великой ложи архитекторов. На первом заседании они избрали Джорджа Б. Кларка великим мастером архитектором, а Гарри В. Банди великим секретарём. После этого они договорились встретиться в Вашингтоне и избрать остальных должностных лиц. 20 февраля 1959 года, на встрече Великой ложи архитекторов, были избраны в общей сложности пятнадцать офицеров, после чего был возвращён ритуал дополнительных масонских степеней и передан в Великую коллегию ритуалов; чтобы не было больше ни одного посвящения и устав оставался бы в состоянии покоя, пока кто-либо не озаботится расширением его членского состава и продолжением дальнейшей работы.